# Олмедо
Олмедо (итал. Olmedo) је насеље у Италији у округу Сасари, региону Сардинија.
Према процени из 2011. у насељу је живело 3643 становника. Насеље се налази на надморској висини од 57 м.

## Становништво
Према резултатима пописа становништва 2011. у општини је живело 4.001 становника.
| 1931. | 1936. | 1951. | 1961. | 1971. | 1981. | 1991. | 2001. | 2011. |
| ----- | ----- | ----- | ----- | ----- | ----- | ----- | ----- | ----- |
| 1.146 | 1.107 | 1.547 | 1.534 | 1.711 | 2.172 | 2.591 | 2.852 | 4.001 |